# Едвін Джейкоб Гарн

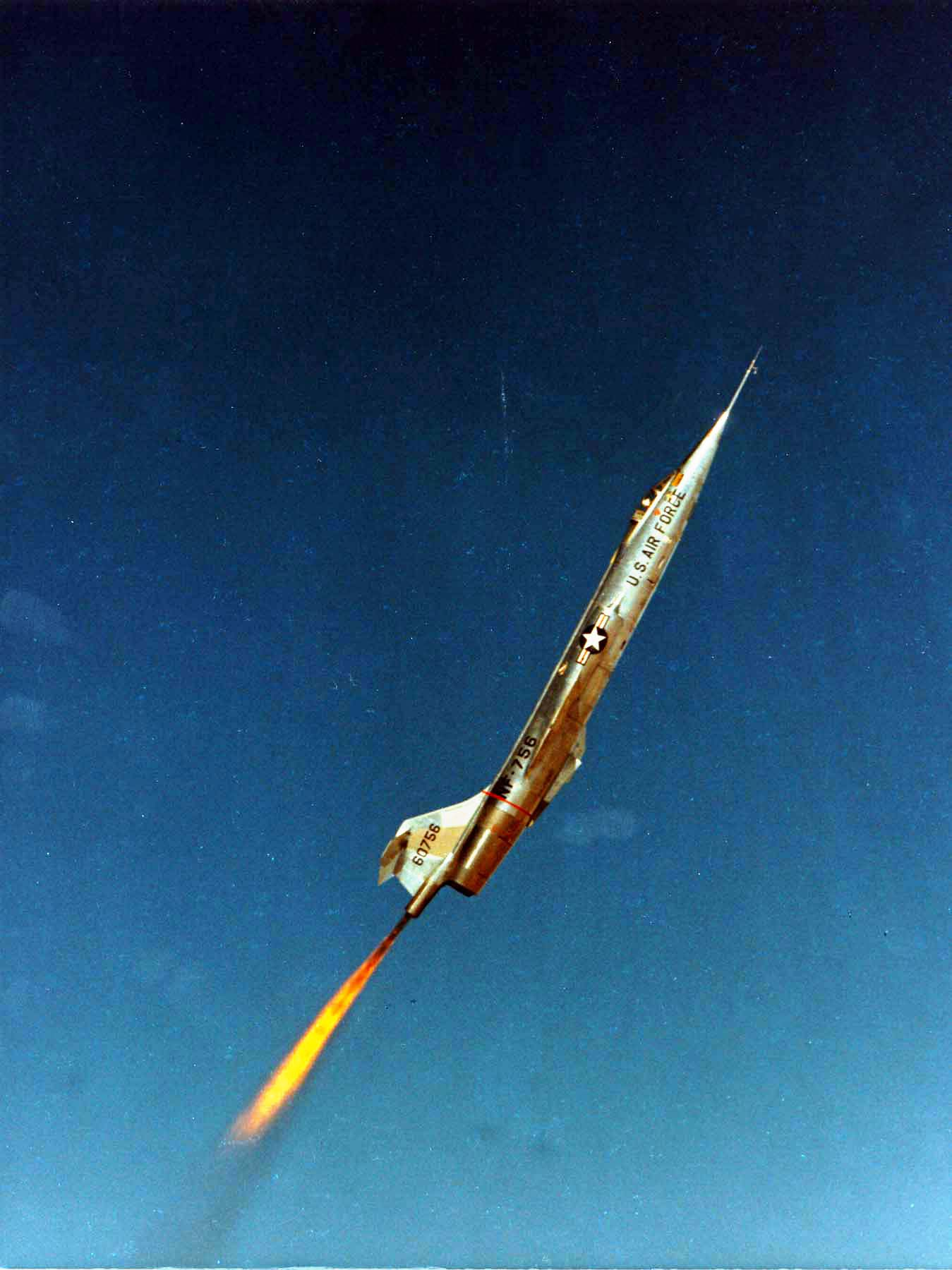
F-104.

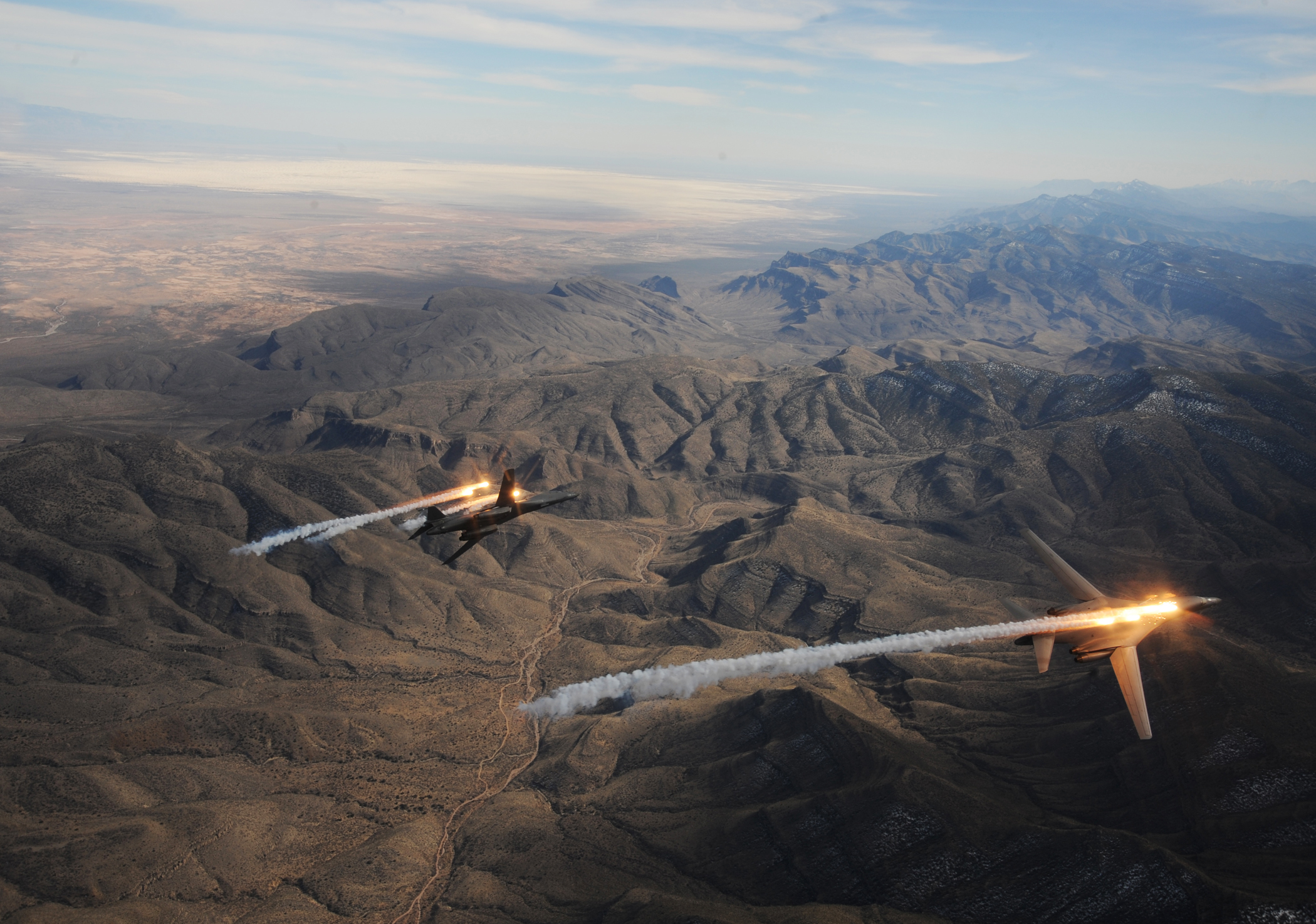
Маневри двох B-1.

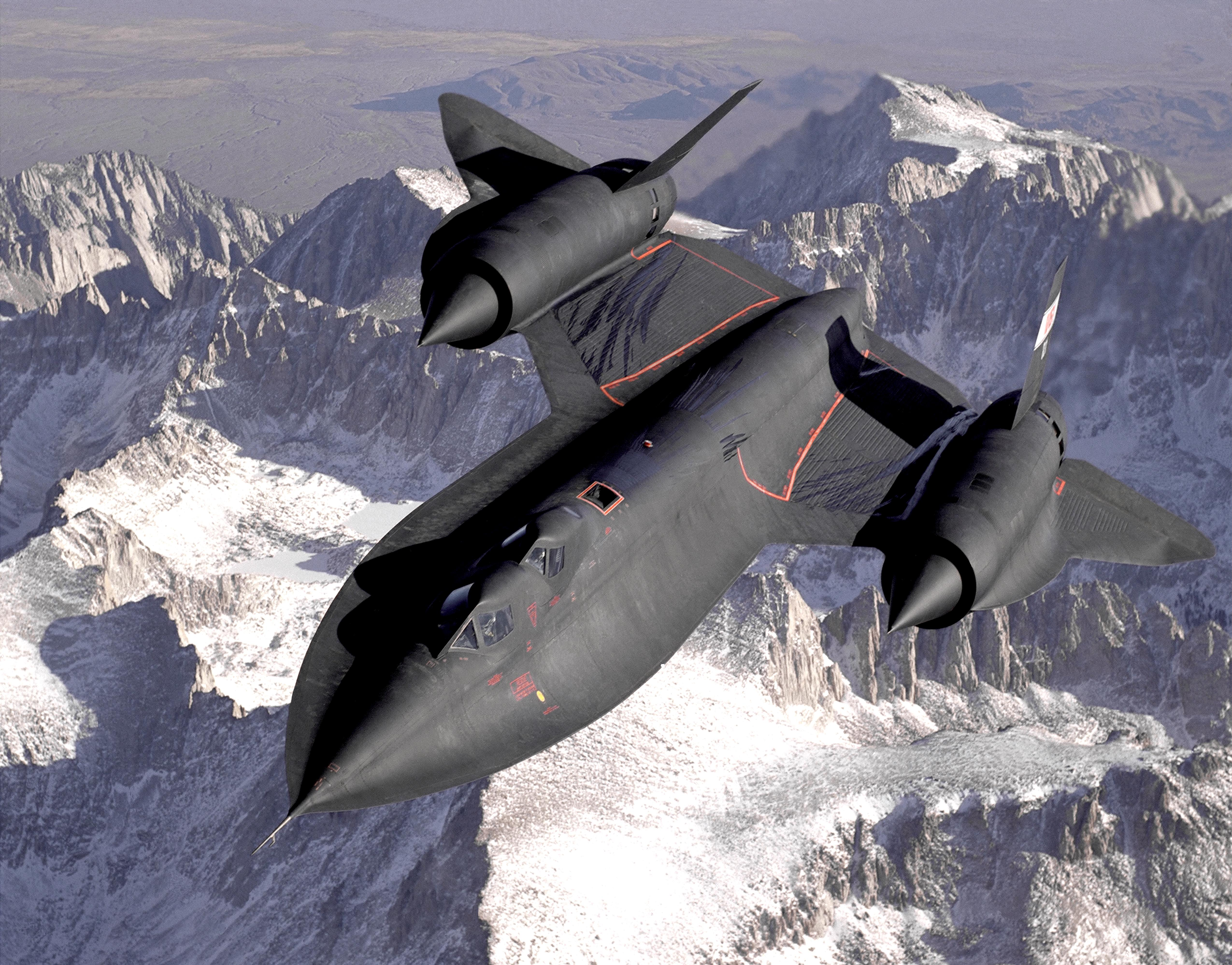
SR-71 в полеті.

Едвін Джейкоб Ґарн (англ. Edwin Jacob "Jake" Garn; нар. 1932) — астронавт США. Виконав один космічний політ на шаттлі: STS-51-D (1985, «Дискавері»), полковник, сенатор Конгресу США від штату Юта (республіканець): 21 грудня 1974 — 3 січня 1993.

## З біографії
Народився 22 жовтня 1932 р. в м. Річфілд, штат Юта, там же, у Солт-Лейк-Сіті закінчив середню школу. У 1955 році отримав ступінь бакалавра (бізнес і фінанси) в Університеті штату Юта. У 1956 році там же отримав ступінь доктора наук. Партійна приналежність: Республіканець..

## Фахова підготовка
З 1956 по 1960 роки служив льотчиком в авіації ВМС США. Отримав також кваліфікацію штурмана. Пілотував літаки T-33, T-38, F-14, F-15, F-16, F-18, YC- 14, YC-15, F-104, B-1, і  SR-71. Брав участь в розвідувальних польотах над Японським морем. Служив в авіації Національної гвардії штату Юта. Командував 151-й повітряною групою в Солт-Лейк-Сіті. Наліт на бойових і цивільних ЛА складає більше 10 000 годин.
З 1968 по 1972 рік працював в муніципалітеті Солт-Лейк-Сіті. З 1971 по 1974 рік — мер Солт-Лейк-Сіті. З 1974 по 1993 рік — Сенатор Конгресу США від штату Юта. У 1986 році був головою підкомісії з асигнувань Сенату. У виборах 1992 року не брав участі. Полковник ВПС (у відставці). Бригадний генерал ВПС Національної Гвардії (у відставці)..